# Abomàsum

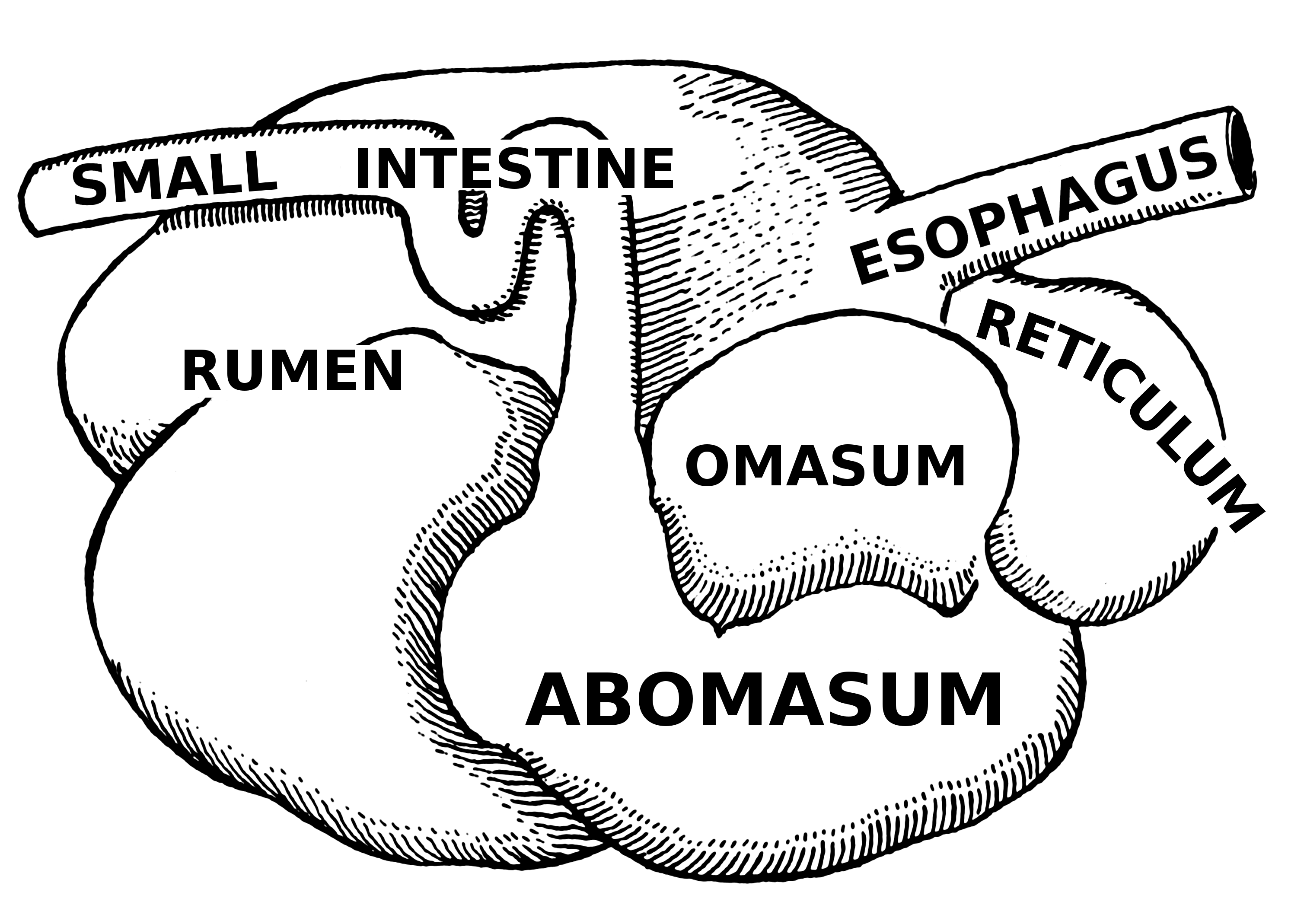
Sistema digestiu d'un remugant

L'abomàsum és el quart i el final dels preestòmacs d'un animal remugant. Secreta rennina —la forma artificial de la qual es coneix com a rennet, i es fa servir per a fer formatges.
La paraula abomasum és del neollatí i en anglès es va usar des de 1706. prové del llatí ab- + omasum "intestí d'un bou".
La localització normal de l'abomàsum és al llarg de la mitja línia ventral. És un estómac que fa secrecions similars a la dels estómacs dels animals monogàstrics. S'hi fa la hidròlisi àcida microbiana de les proteïnes de la dieta preparant-les per a la posterior digestió i absorció en l'intestí prim.
En les vaques lleteres pot passar que el gas que omple l'abomàsum el desplaci anormalment cap a la dreta o cap a l'esquerra. La inflamació de l'abomàsum també pot passar.
L'abomàsum es fa servir a Florència per a preparar el plat típic lampredotto. També és una part del plat dit tripa (en castellà: callos).